# كريس ر. هانسن
كريس ر. هانسن (بالإنجليزية: Chris R. Hansen)‏ هو خبير مالي أمريكي، ولد في 29 أبريل 1968 في سان فرانسيسكو في الولايات المتحدة.